# Desjat negritjat
Desjat negritjat (russisk: Десять негритят, da.: Ti små negere) er en sovjetisk kriminalfilm fra 1987 produceret af Odessa Film og instrueret af af Stanislav Govorukhin, der også skriv manuskriptet. Filmen er baseret på Agatha Christies kriminalroman Ten Littlte Niggers fra 1939, senere udgivet som And Then There There None, udgivet på dansk under titlen En af os er morderen. 
Filmen er special derved, at den følger romanens historie uændret (selvom der introduceres et seksuelt forhold mellem Vera og Lombard, og sidstnævntes revolver ændres til en lille automatisk pistol) og med romanens dystre afslutning i modsætning til tidligere Hollywood/britiske filmatiseringer, der har en mere positiv slutning, taget fra den britiske  teateropsætning fra 1943.
Filmen er optaget på Krim og gør brug af to af øens berømte slotte "Svalereden" og Vorontsovpaladset.

## Medvirkende
- Vladimir Zeldin som Lawrence Wargrave
- Tatjana Drubitj som Vera Claythorne
- Aleksandr Kajdanovskij som Philip Lombard
- Aleksej Zjarkov som William Blore
- Anatolij Romasjin som Armstrong